# Magnesiumwolframat
Magnesiumwolframat ist eine anorganische chemische Verbindung des Magnesiums aus der Gruppe der Wolframate.

## Vorkommen
Magnesiumwolframat kommt natürlich in Form des rötlich braunen Minerals Huanzalait vor.

## Gewinnung und Darstellung
Magnesiumwolframat kann durch Reaktion von Magnesiumoxid mit Wolframtrioxid und von einem Magnesiumsalz, z. B.: Magnesiumnitrat und Natriumwolframat gewonnen werden.
{\displaystyle \mathrm {MgO+WO_{3}\ \longrightarrow {}\ MgWO_{4}} }
{\displaystyle \mathrm {Mg(NO_{3})_{2}+Na_{2}WO_{4}\ \longrightarrow {}\ MgWO_{4}\downarrow +2\ NaNO_{3}} }

## Eigenschaften
Magnesiumwolframat ist ein weißer Feststoff, der praktisch unlöslich in Wasser ist. Er besitzt eine monokline Kristallstruktur mit der Raumgruppe P2/c (Raumgruppen-Nr. 13). Es existiert noch ein Hochtemperaturform oberhalb von 1065 °C. Das Dihydrat hat eine Kristallstruktur mit der Raumgruppe P21/c (Nr. 14) und setzt sich bei 650 °C in das Anhydrat um.

## Verwendung
Magnesiumwolframat wird als Leuchtstoff verwendet.